# Philonthus marginatus
Philonthus marginatus är en skalbaggsart som först beskrevs av Müller 1764.  Philonthus marginatus ingår i släktet Philonthus, och familjen kortvingar. Arten är reproducerande i Sverige.